# Adamitische Sprache
Mit Adamitische Sprache wird nach Walter Benjamin die von Adam und Eva gesprochene hypothetische Sprache des Paradieses bezeichnet.
Die Darstellung einer biblischen Ursprache geht auf die Genesis 2,19f.  zurück. In der Sprachphilosophie steht diese für eine grundlegende Namenssprache, für viele Sprachphilosophen (Paracelsus, Johann Georg Hamann, Jakob Böhme, Walter Benjamin) bildet sie die Basis der sprachlichen Entwicklung.